# ペイン・オヴ・サルヴェイション

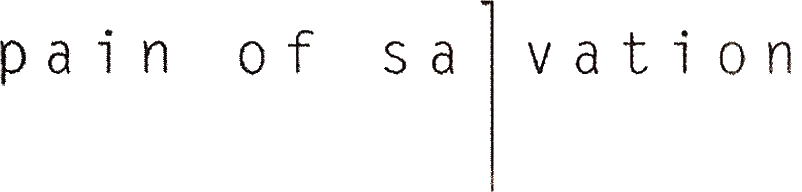
バンド ロゴ

ペイン・オブ・サルヴェイション（Pain of Salvation）は、スウェーデン出身のプログレッシブ・ロック・バンド。
略称PoS。アルバムの物語性が高く、また様々な音楽ジャンルから影響を受けたアプローチを見せている。

## 略歴

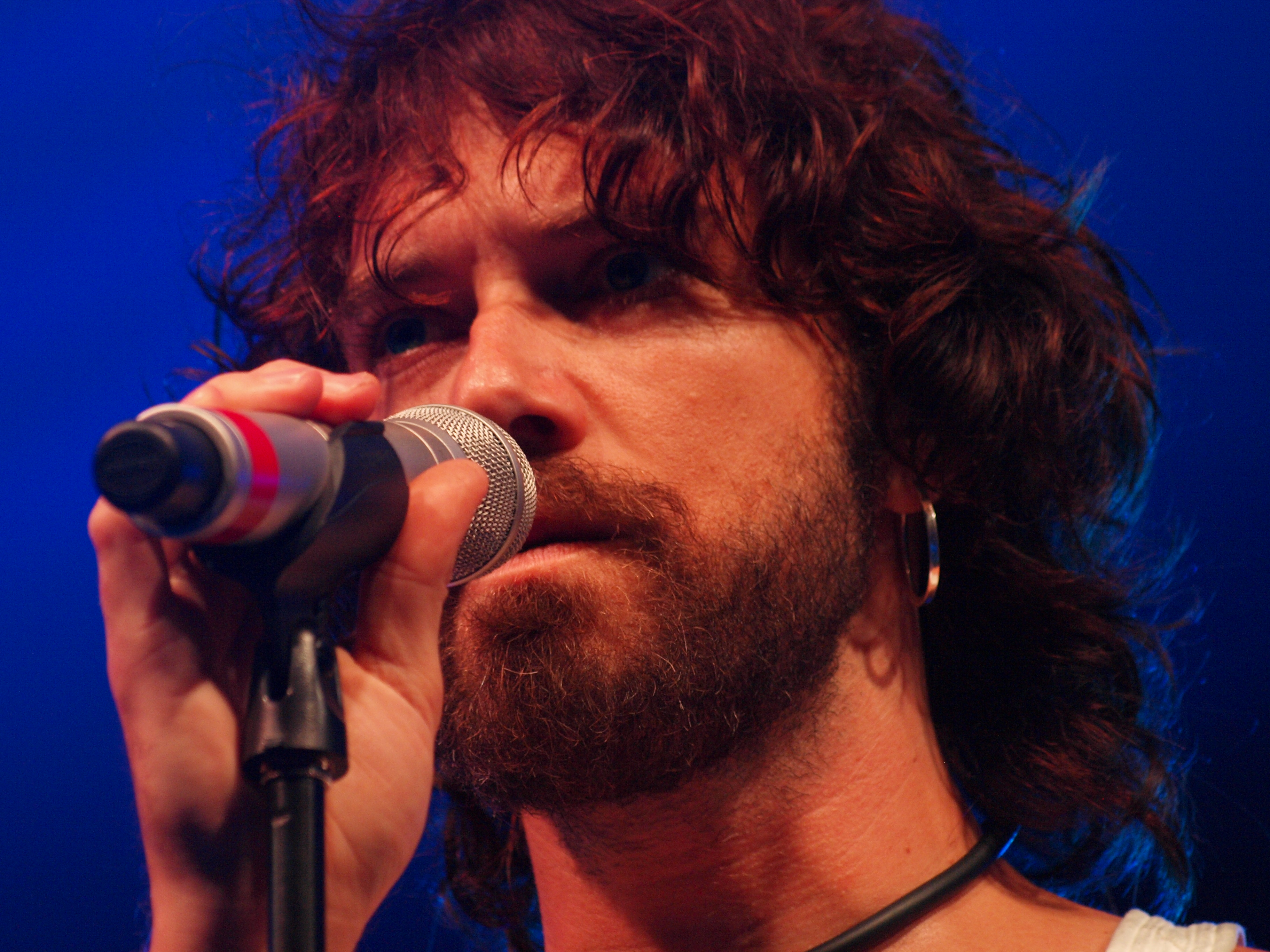
創始者ダニエル・ギルデンロウ(Vo/G) 2010年

1984年、前身となるリアリティ (Reality)が当時11歳だったダニエル・ギルデンロウにより結成される。
1987年、史上最年少でスウェーデンの音楽コンテスト「Rock-SM」に出場し、ダニエルはベスト・ボーカリストを受賞。同年、同じく最年少でビートルズ・フェスティバルにも参加。
1990年、バンドのメンバー交代が行われる。ベースはヨアキム・ストランドベリからマグナス・ヨハンソンを経て、のちにメシュガーに加入するグスタフ・イェルムへ、ドラムはミカエル・ペッテションからヨハン・ランゲルへと交代した。
1991年にバンド名をペイン・オブ・サルヴェイション (Pain of Salvation)に変更。初めてのライブを行う。
1994年、ベースのグスタフが脱退し、後任にダニエルの実弟であるクリストファー・ギルデンロウが参加。
1996年、キーボード・プレイヤーとしてフレドリック・ヘルマンソンを迎える。
1997年、1stアルバム『エントロピア』をリリース。
1998年、2ndアルバム『ワン・アワー・バイ・ザ・コンクリート・レイク』をリリース。録音作業中にギターのダニエル・マディックが脱退し、後釜としてヨハン・ハルグレンが加入。
2000年、3rdアルバム『ザ・パーフェクト・エレメント・パート1』をリリース。このアルバムから、アートワークをダニエルが担当するようになる。ツアー中、バルセロナでダニエルは左手の指を骨折したが、ツアーは断行された。
2002年、4thアルバム『レメディ・レーン』をリリース。
2004年、エスキルステューナでのアコースティック・ライブを収めたアルバム『12:5』をリリース。同年中に5thアルバム『Be』をリリースした。
2005年、初の映像作品『ビー (オリジナル・ステージ・プロダクション)』をDVD+CDの形でリリース。
2006年、クリストファー・ギルデンロウが脱退、ベースはダニエルが兼任する。
2007年、6thアルバム『スカーシック』をリリース。ベーシストとしてシモン・アンデション (B)が加入した。また、ヨハン・ランゲルが、2007年いっぱいで脱退し、レオ・マーガリット (Ds)が加入。

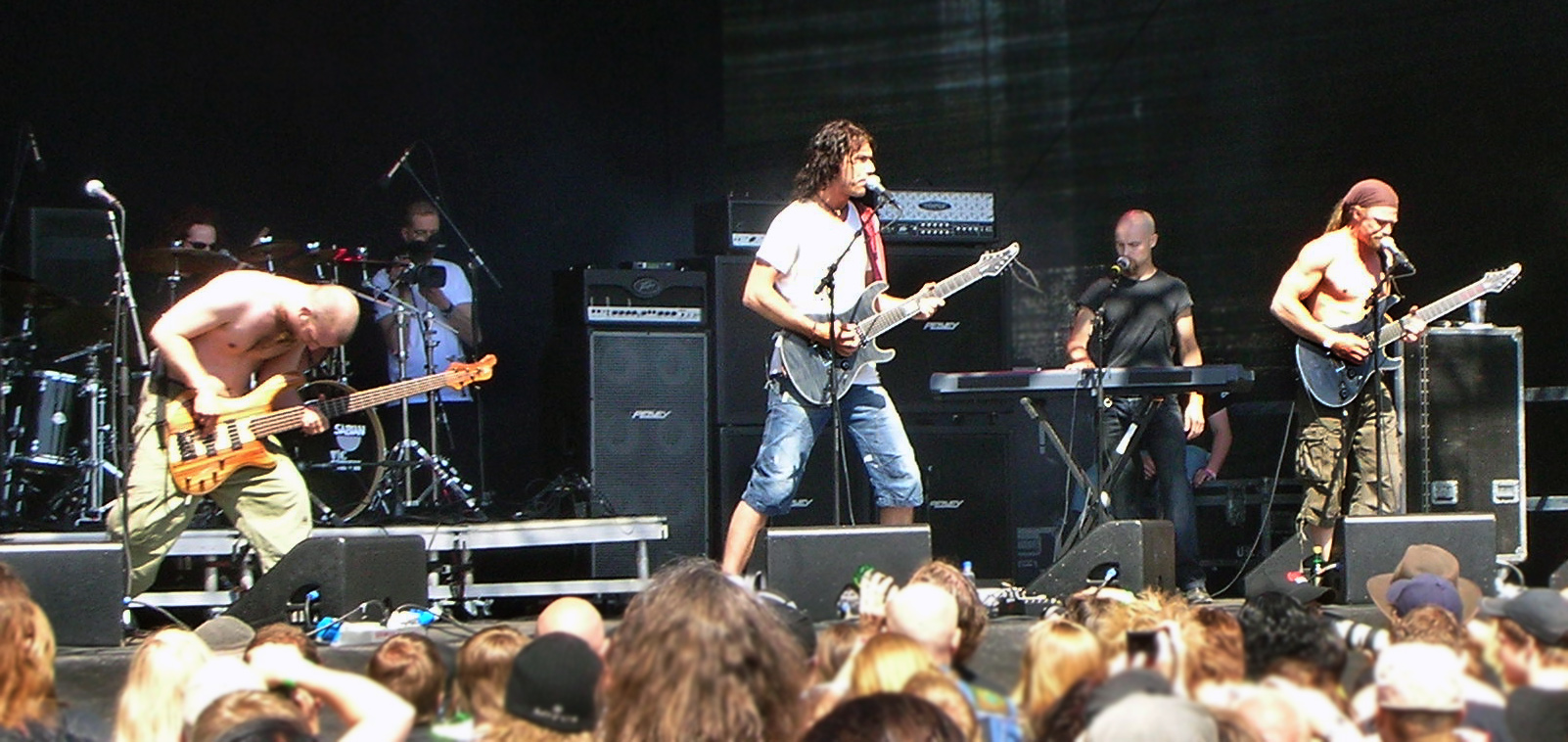
スウェーデン・セルベスボリ公演 (2008年6月)

2008年、前年に加入したシモンが脱退。ベースを再びダニエルが兼任することになる。
2009年、ライブDVD『Ending Themes (On the Two Deaths of Pain of Salvation)』及びミニアルバム『リノリウム』をリリース。
2010年、7thアルバム『ロード・ソルト・ワン』をリリース。
2011年、8thアルバム『ロード・ソルト・ツー』をリリースした。しかし、同年にヨハン・ハルグレンとフレドリック・ヘルマンソンが脱退。グスタフ・イェルムが復帰しダニエル・カールソン(Key)とラグナー・ソルベルグ(G)が加入。
2014年、過去の曲をアコースティックで再録した9thアルバム『Falling Home』をリリース。
2017年、節目の10thアルバム『イン・ザ・パッシング・ライト・オヴ・デイ』をリリース。同年、ラグナー・ソルベルグが脱退し、ヨハン・ハルグレンが復帰。
2019年8月29日、ダニエル・ギルデンロウのインスタグラムにて、新作アルバムのレコーディングの様子が公開される。その後の彼のインスタグラムの投稿には、エンジニアリングに『ザ・パーフェクト・エレメント・パート1』、『レメディ・レーン』のエンジニアリング、ポンタス・リンドマーク (Pontus Lindmark)、音楽プロデューサーのダニエル・べリストランド (Daniel Bergstrand)のほか、メシュガーのメンバー、フレドリック・トーデンダル (Fredrik Thordendal) などのアーティストと『Panther』という仮タイトルのついたアルバムのレコーディングをしているというアナウンスがでた。
2020年6月24日、インサイド・アウト・ミュージックの公式YouTubeチャンネルにて、新アルバム『パンサー』の正式なリリースアナウンスが出た。同年8月27日に発売。

## メンバー

### 現ラインナップ
- ダニエル・ギルデンロウ (Daniel Gildenlöw) - ボーカル、ギター (1984年− )
- ヨハン・ハルグレン (Johan Hallgren) - ギター (1997年-2011年、2017年− )
- ダニエル・"D2"・カールソン (Daniel "D2" Karlsson) - キーボード (2011年− )
- レオ・マーガリット (Leo Margarit) - ドラムス (2007年− )

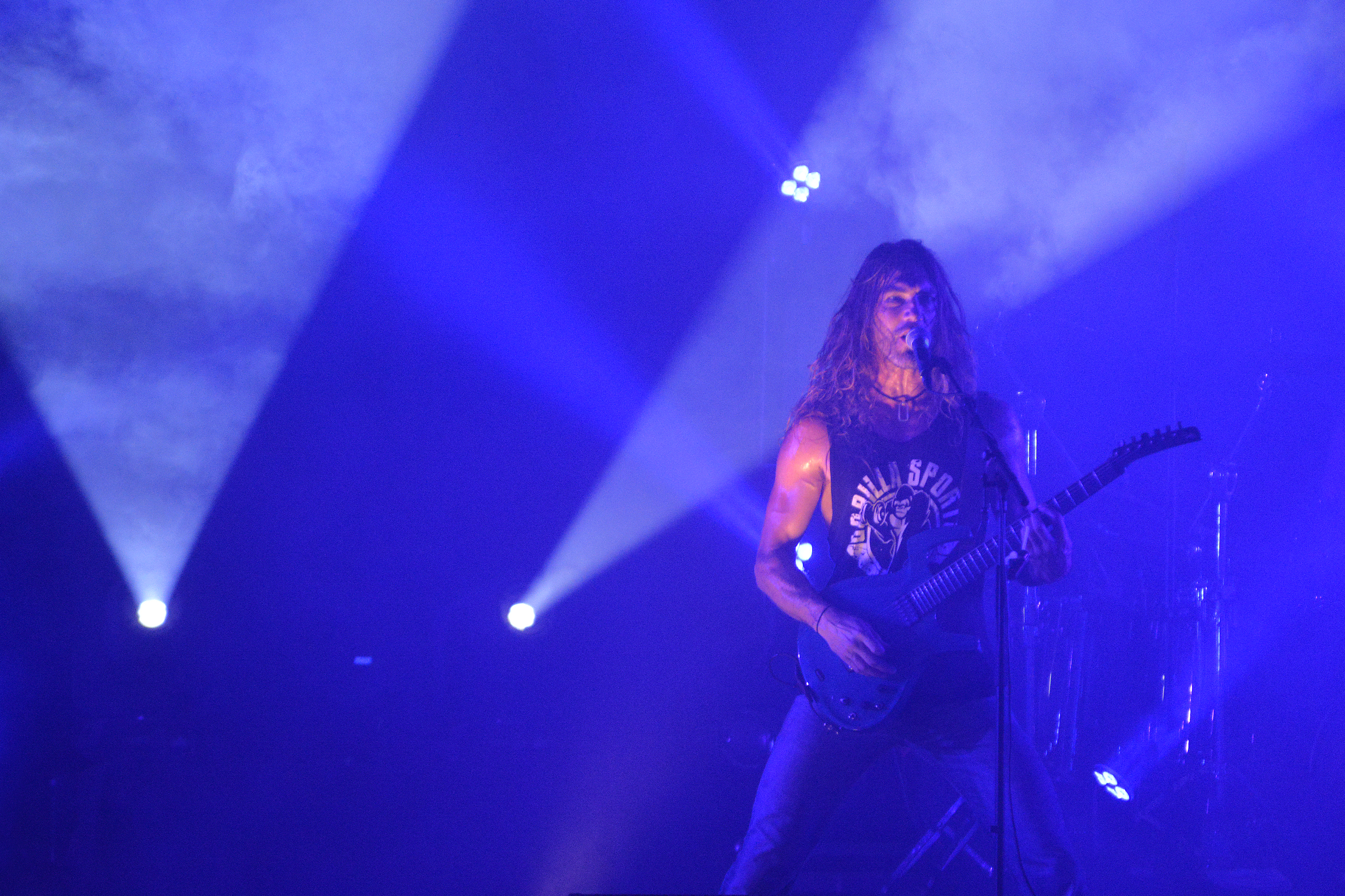
ダニエル・ギルデンロウ(Vo/G) 2017年
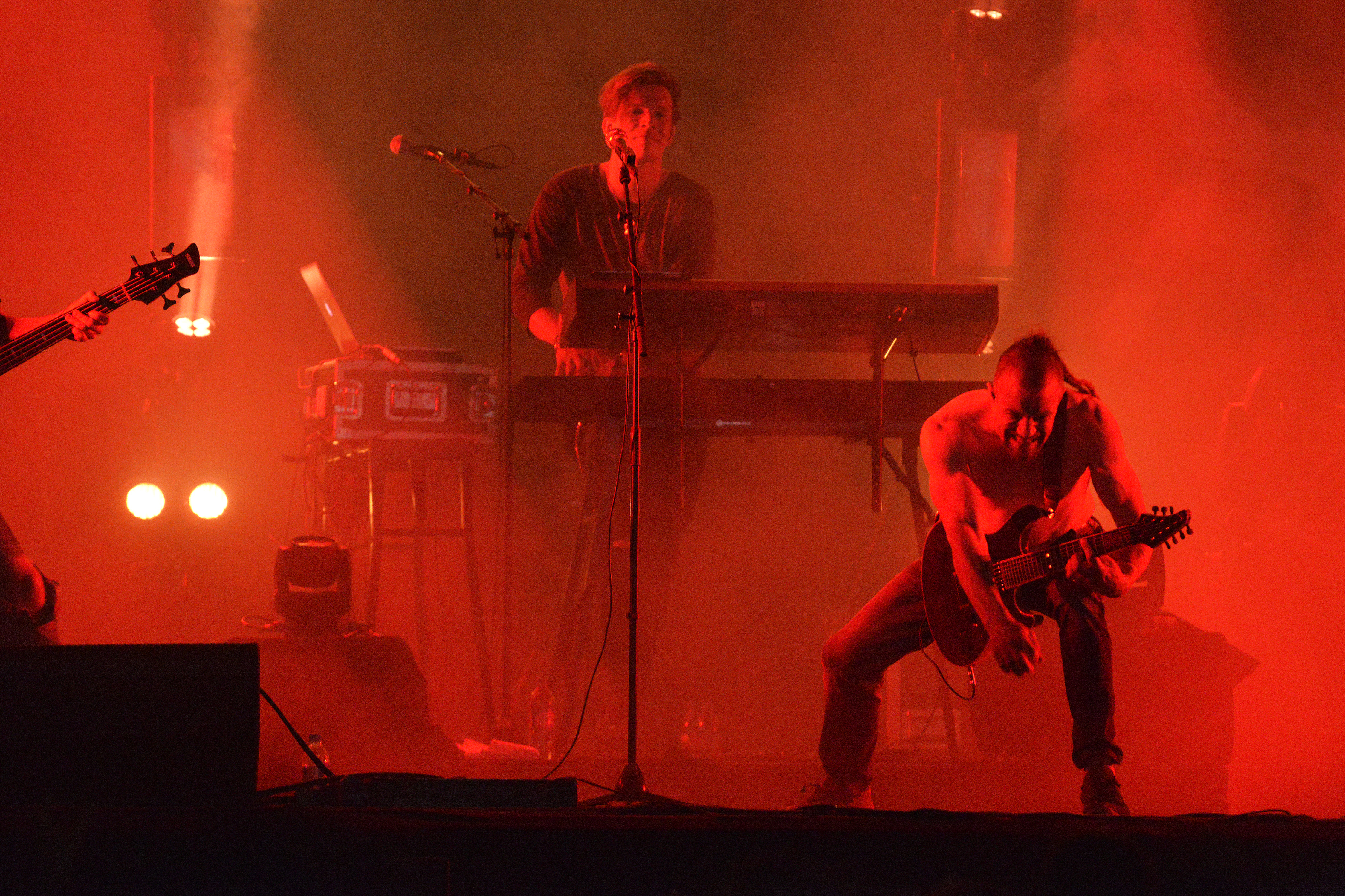
ダニエル・カールソン(Key)&ヨハン・ハルグレン(G) 2017年
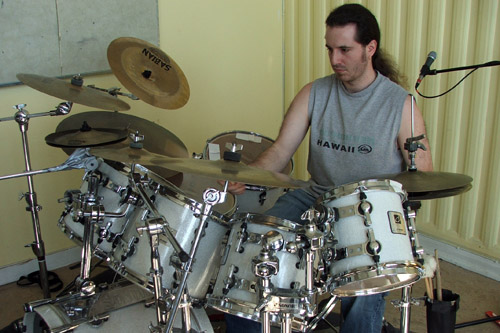
レオ・マーガリット(Ds) 2008年

### 旧メンバー
- ダニエル・マディック (Daniel Magdic) - ギター (1986年−1997年)
- マグナス・ヨハンソン (Magnus Johansson) - ベース (1990年−1992年)
- クリストファー・ギルデンロウ (Kristoffer Gildenlöw) - ベース (1994年−2006年)
- シモン・アンデション (Simon Andersson) - ベース (2007年−2008年)
- フレドリック・ヘルマンソン (Fredrik Hermansson) - キーボード (1996年−2011年)
- ヨハン・ランゲル (Johan Langell) - ドラムス (1989年−2007年)
- ラグナー・ゾルベルグ (Ragnar Zolberg) - ギター (2011年−2013年、2014年−2017年)
- グスタフ・イェルム (Gustaf Hielm) - ベース (1992年−1994年、2011年−2020年)

#### リアリティー時代のみ在籍したメンバー
- ヨアキム・ストランドベリ (Joakim Strandberg) - ベース (1984年−1990年)
- ミカエル・ペッテション (Mikael Pettersson) - ドラムス (1984年−1989年)

## ディスコグラフィ

### スタジオ・アルバム
- 『エントロピア』 - Entropia (1997年)
- 『ワン・アワー・バイ・ザ・コンクリート・レイク』 - One Hour by the Concrete Lake (1998年)
- 『ザ・パーフェクト・エレメント・パート1』 - The Perfect Element, part I (2000年)
- 『レメディ・レーン』 - Remedy Lane (2002年)
- 『Be』 - Be (2004年)
- 『スカーシック』 - Scarsick (2007年)
- 『ロード・ソルト・ワン』 - Road Salt One (2010年)
- 『ロード・ソルト・ツー』 - Road Salt Two (2011年)
- Falling Home (2014年)
- 『イン・ザ・パッシング・ライト・オヴ・デイ』 - In the Passing Light of Day (2017年)
- 『パンサー』- Panther (2020年)

### ライブ・アルバム
- 『12:5』 - 12:5 (2004年)
- Ending Themes (On the Two Deaths of Pain of Salvation) (2009年)
- Remedy Lane Re:lived (2016年)

### EP
- 『リノリウム』 - Linoleum (2009年)

### 映像作品
- 『ビー (オリジナル・ステージ・プロダクション)』 - "BE" (Original Stage Production) (2005年)

1. Animae Partus ("I am")
2. Deus Nova
3. Imago (Hominus Partus)
4. Pluvius Aestivus
5. Lilium Cruentus (Deus Nova)
6. Nauticus (Drifting)
7. Dea Pecuniae
8. Vocari Dei
9. Diffidentia (Breaching the Core)
10. Nihil Morari
11. Latericius Valete
12. Omni
13. Iter Impius
14. Martius/Nauticus II
15. Animae Partus II

|}
- Ending Themes (On the Two Deaths of Pain of Salvation) (2009年)

1. Scarsick
2. America
3. Nightmist
4. !(foreword)
5. Handful of Nothing
6. New year's Eve
7. Ashes
8. Undertow
9. Brickworks 1 (parts II-IV)
10. Chain Sling
11. Diffidentia
12. Flame to the Moth
13. Disco Queen
14. Hallelujah
15. Cribcaged
16. Used

|}